# إدوارد نوريس
إدوارد نوريس (بالإنجليزية: Edward Norris)‏ هو ممثل أمريكي، ولد في 10 مارس 1911 بفيلادلفيا في الولايات المتحدة، وتوفي في 18 ديسمبر 2002 بفورت براغ في الولايات المتحدة.

## أعمال

### أفلام
- (1938) مدينة الصبيان

## وصلات خارجية
- إدوارد نوريس على موقع IMDb (الإنجليزية)
- إدوارد نوريس على موقع ألو سيني (الفرنسية)
- إدوارد نوريس على موقع أول موفي (الإنجليزية)
- إدوارد نوريس على موقع قاعدة بيانات الأفلام السويدية (السويدية)
- إدوارد نوريس على موقع إن إن دي بي (الإنجليزية)
- إدوارد نوريس على موقع قاعدة بيانات الفيلم (الإنجليزية)
- إدوارد نوريس على موقع كينوبويسك (الروسية)